# Погребение графа Оргаса
«Погребение графа Оргаса» (исп. El entierro del conde de Orgaz) — одна из известнейших картин Эль Греко, созданная в 1586—1588 годах для приходской церкви Сан-Томе в Толедо.

## Сюжет
Темой для картины послужила легенда начала XIV века. В 1312 году умер уроженец Толедо и сеньор города Оргас дон Гонсало Руис. Его семья позже получила графский титул, под которым дон Гонсало Руис стал известен посмертно. Граф Оргаc, набожный человек, известный своей благотворительной деятельностью, издал указ о специальном налоге для расширения и украшения церкви Сан-Томе (Эль Греко был её прихожанином). Согласно легенде, во время церемонии погребения дона Гонсало Руиса с небес сошли святой Стефан и святой Августин, чтобы похоронить его собственноручно. Об этом сообщает мемориальная доска, установленная в церкви Сан-Томе.

## История создания
Картина была заказана Андресом Нуньесом, приходским священником Сан Томе для часовни Девы, и была выполнена Эль Греко между 1586—1588 годами. Некоторое время прихожане не платили налог, введённый Гонсало Руисом, возник судебный процесс, на полученные же в результате денежные средства было решено заказать алтарный образ. Нуньес, друг Эль Греко, который инициировал реставрацию часовни, где был похоронен граф, сам изображён на полотне «Погребение…» (стоит справа с молитвенником). Картина сразу же стала невероятно популярной среди прихожан — этому способствовало то обстоятельство, что художник, как было предусмотрено в контракте, изобразил среди участников церемонии видных граждан Толедо, согласно обычаю участвующих в похоронах дворянина. Создав галерею портретов выдающихся современников, Эль Греко воздал должное аристократии духа эпохи Контрреформации: духовенству, юристам, поэтам и учёным. «Погребение графа Оргаса» восхищает не только как свидетельство мастерства художника, но и великолепными портретами выдающихся граждан Толедо. Эта картина в полной мере раскрывает Эль Греко как одного из великих портретистов. Алтарный образ стал предметом гордости приходской церкви и был признан картиной «самой замечательной» из созданных в Испании, вызывающей «восхищение [даже] у чужестранцев…».

## Композиция

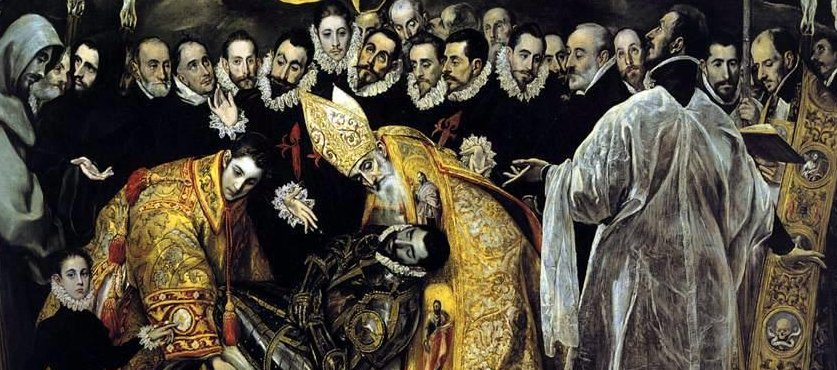
Фрагмент картины

Пространство картины чётко разделено на две части — мир небесный и мир земной. Различия между двумя мирами художник отобразил всеми доступными ему средствами. Над отчётливо материальной нижней частью композиции восседает Христос в окружении сонма святых. Небесный мир у Эль Греко напоминает «Страшный суд» Микеланджело — он изучал эту фреску в Сикстинской капелле. Фигура Христа в белых одеждах венчает треугольник, который составляют персонажи Деисуса. На фоне движущихся в холодном свете облаков слегка деформированные, вытянутые фигуры святых кажутся фантомами. Ангел уносит ввысь animula, душу усопшего, которую готовы принять расступившиеся облака, — художник здесь следует византийской иконографии. Три центральных фигуры окружены апостолами, мучениками, библейскими царями. Среди святых по правую руку Иисуса можно увидеть портрет Филиппа II — возможно, ещё одна попытка Эль Греко снискать расположение монарха, который не ценил картин художника. Мир земной, в противовес небесному, изображён предельно реалистично, без визионерского искажения — на фоне толпы в траурных одеждах происходит чудо. Святые Стефан и Августин (первый в диаконском, второй в епископском облачениях) почтительно поддерживают тело графа. Мальчик слева, указывающий на сцену погребения, — сын художника Хорхе Мануэль, будущий помощник отца. На носовом платке, выглядывающем из его кармана, художник поставил свою подпись по-гречески и год рождения сына — 1578. Портрет самого Эль Греко легко найти: он располагается выше поднятой руки над головой святого Стефана. И отец, и сын смотрят прямо на зрителя, устанавливая с ним контакт.
Колорит картины необычайно богат: на фоне чёрных одеяний выделяются шитые золотом далматики святых. Художник демонстрирует своё мастерство в передаче не только цвета, но и фактуры материала: блеском металла рыцарских доспехов графа, в которых отражается фигура святого Стефана, прозрачной тканью священнического стихаря. На далматике святого Стефана Эль Греко изображает сцену его мученичества. В верхней части композиции господствует гармония красок, переливающихся всеми оттенками серого и цвета слоновой кости, которые сочетаются с тёплой охрой. Экспрессивные взгляды и жесты персонажей делают сцену чрезвычайно динамичной.

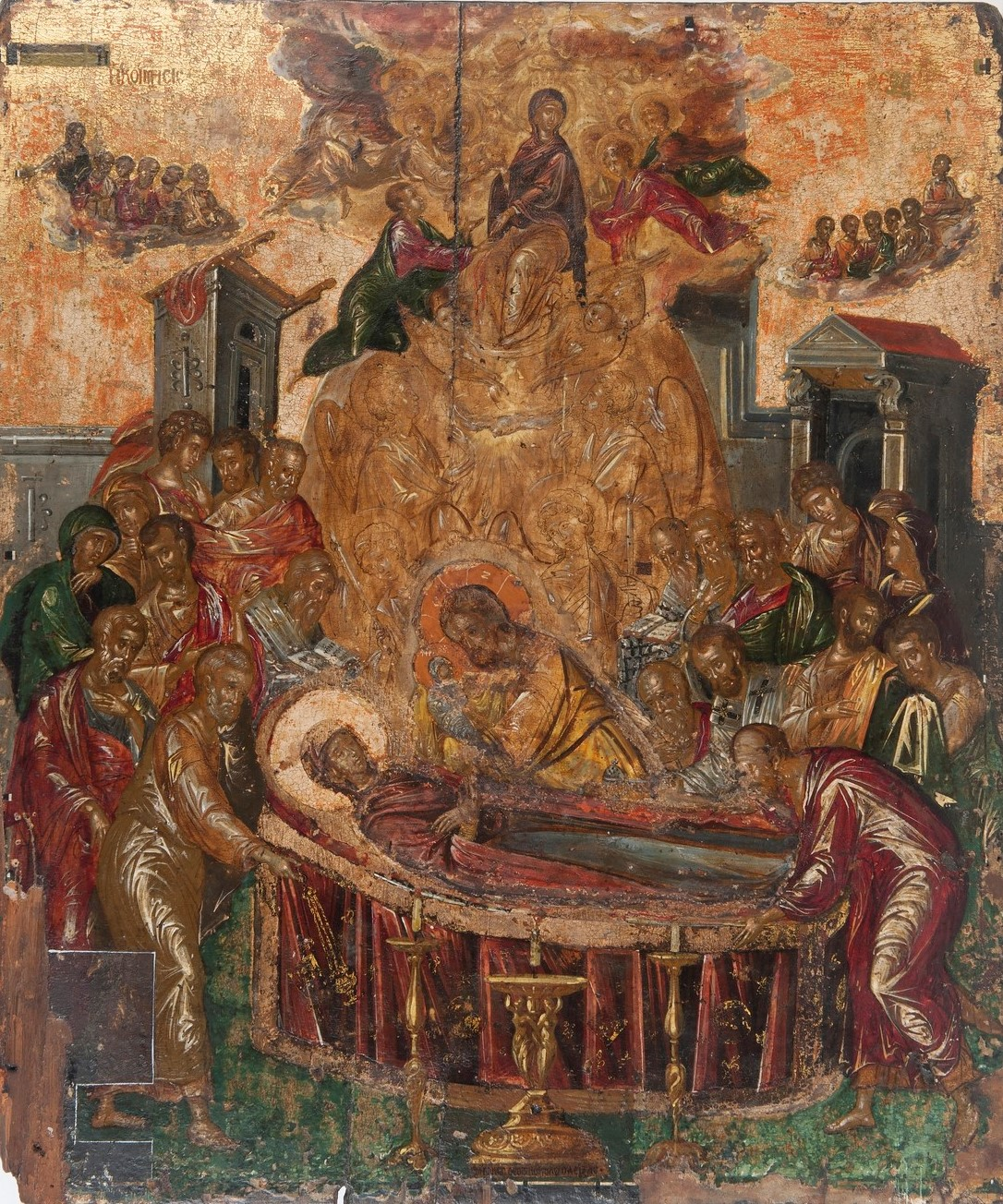
Эль Греко. Успение Богородицы ок. 1567 года. Предполагается, что композицию этого образа художник повторил в «Погребении графа Оргаса»

Несмотря на реминисценции из произведений мастеров византийской живописи, венецианской школы, Высокого Возрождения и маньеризма, Эль Греко, точно следуя пожеланиям заказчика в изображении легенды, создал абсолютно оригинальную работу, алтарный образ нового типа. Пространство картины трактовано условно: нет линии горизонта, отсутствует перспективная глубина.